# Кредиторская задолженность
Кредиторская задолженность (англ. accounts payable, A/P) — задолженность субъекта (предприятия, организации, физического лица) перед другими лицами, которую этот субъект обязан погасить. Кредиторская задолженность возникает в случае, если дата поступления услуг (работ, товаров, материалов и т. д.) приходится раньше даты их фактической оплаты.

## Определение
Согласно БСЭ кредиторская задолженность — это задолженность, суммы денежных средств предприятия, организации или учреждения, подлежащие уплате соответствующим юридическим или физическим лицам.
Согласно БРЭ кредиторская задолженность — это вид обязательств, характеризующих сумму долгов, причитающихся к уплате в пользу других лиц; денежные средства, временно привлечённые предприятием и подлежащие возврату соответствующим физическим или юридическим лицам, выдавшим их. Возникает в результате использования методов расчёта, при которых долг одного предприятия другому погашается по истечении определённого времени после возникновения задолженности, или в связи с получением банковских кредитов, предоставляемых на определённый срок.

## Виды кредиторской задолженности
Принято выделять несколько видов кредиторской задолженности:
- задолженность перед поставщиками и подрядчиками;
- задолженность перед сотрудниками;
- задолженность перед внебюджетными фондами;
- задолженность по налогам и сборам;
- задолженность по полученным займам и кредитам;
- задолженность перед прочими кредиторами.

Кредиторская задолженность может быть:
- текущей;
- просроченной;
- невостребованной.